# Scagnello
Scagnello (Scagnel in piemontese) è un comune italiano di 164 abitanti della provincia di Cuneo in Piemonte.

## Storia
La prima notizia certa riguardo all'esistenza del paesello piemontese risale al 20 aprile 1241, e riguarda una divisione patrimoniale tra i Marchesi di Ceva, in cui venne stabilito che il territorio di Scagnello, già in possesso del Marchese Pagano di Ceva, spettasse ai fratelli Manuele e Giorgio, a condizione che ne richiedessero l'investitura al vescovo di Alba.
Passò poi nel 1295 al vescovo di Asti e nel 1381 a Galeazzo Visconti, fino ad entrare a far parte, nel secolo XVI, del Ducato di Savoia.
Nel corso dei secoli il feudo di Scagnello fu smembrato e soggetto a molti signori.

### Simboli
Lo stemma del comune di Scagnello è stato concesso con decreto del presidente della Repubblica del 1º agosto 1995.
(D.P.R. del 1º agosto 1995)
Gli sgabelli (scagnelli) sono un'arma parlante; le fasce d'oro e di nero sono riprese dall'emblema del Marchesato di Ceva.
Il gonfalone è un drappo di rosso.

## Monumenti e luoghi d'interesse

### Architetture religiose

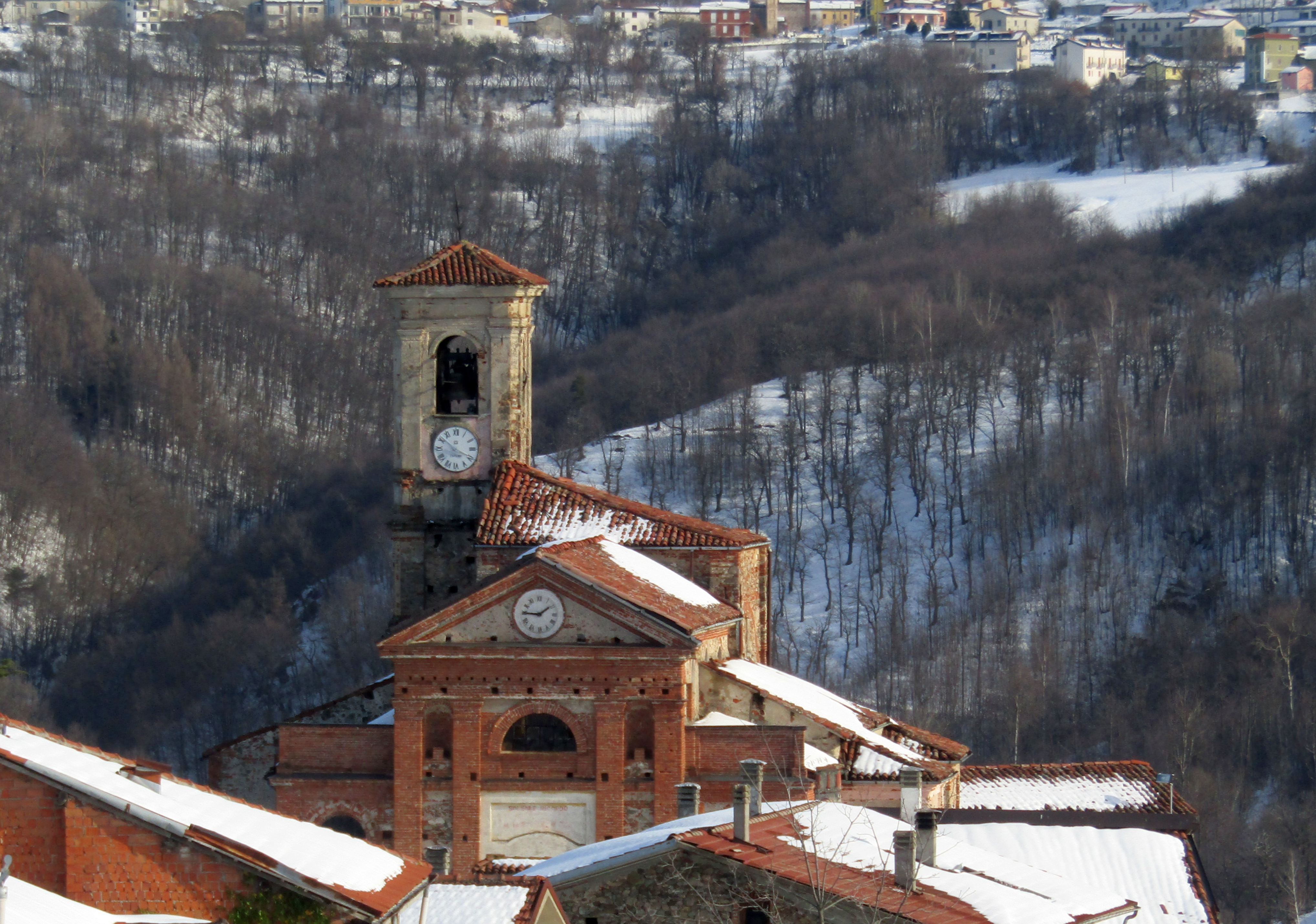
La parrocchiale

- La parrocchiale di San Giovanni Battista: la chiesa appare di recente costruzione, nonostante la notizia più vecchia risalga al 1637; dal 1878 al 1880 la parrocchiale fu ampliata e fu innalzata l'attuale facciata su disegno di Bartolomeo Unia, ancora grezza ed incompiuta. Un portale ad arco di laterizia, di forme barocche, antistante la chiesa, reca la data del 1714.

### Architetture civili
- La Torre di Scagnello: posta all'altitudine di 838 metri, la torre altro non è che ciò che resta dell'antico castello di Scagnello, costruito nel XII secolo, che si estendeva su circa 8.000 metri quadrati e che fu tenuto da signorie legate in vario modo a Ceva.
- Arco o Porta di Scagnello.

## Società

### Evoluzione demografica
Abitanti censiti

## Cultura

### Eventi
- I Magnin - Carnevale in festa (venerdì grasso)
- Festa del tartufo nero e dei prodotti tipici della Val Mongia (secondo fine settimana di marzo)
- Mostra cinofila (1º maggio)
- Festa degli Scagnellesi (prima domenica di agosto)

## Amministrazione

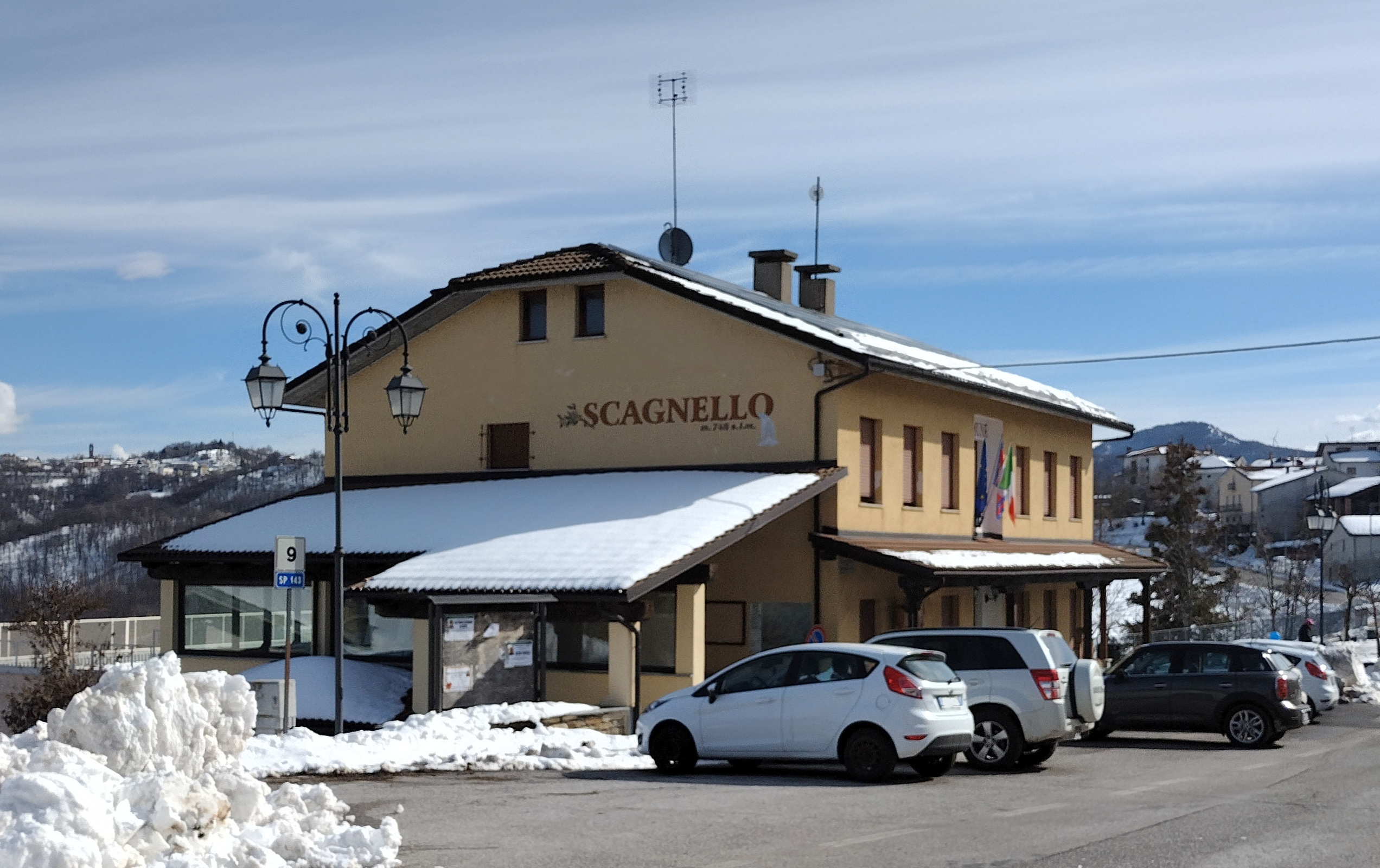
Il municipio

Di seguito è presentata una tabella relativa alle amministrazioni che si sono succedute in questo comune.
| Periodo        | Periodo        | Primo cittadino | Partito                     | Carica  | Note  |
| -------------- | -------------- | --------------- | --------------------------- | ------- | ----- |
| 7 giugno 1985  | 19 maggio 1990 | Aldo Garitta    | lista civica                | Sindaco | [ 6 ] |
| 19 maggio 1990 | 24 aprile 1995 | Aldo Garitta    | Partito Socialista Italiano | Sindaco | [ 6 ] |
| 24 aprile 1995 | 14 giugno 1999 | Aldo Garitta    | centro                      | Sindaco | [ 6 ] |
| 14 giugno 1999 | 14 giugno 2004 | Aldo Garitta    | centro                      | Sindaco | [ 6 ] |
| 14 giugno 2004 | 8 giugno 2009  | Ivo Borgna      | lista civica                | Sindaco | [ 6 ] |
| 8 giugno 2009  | 26 maggio 2014 | Ivo Borgna      | -                           | Sindaco | [ 6 ] |
| 26 maggio 2014 | in carica      | Ivo Borgna      | lista civica: il campanile  | Sindaco | [ 6 ] |

### Altre informazioni amministrative
Scagnello fece parte della comunità montana Alto Tanaro Cebano Monregalese.